# 小行星11289
小行星11289（11289 Frescobaldi）是一颗绕太阳运转的小行星，为主小行星带小行星。该小行星于1991年8月2日发现。

## 轨道参数
小行星11289的轨道半长轴为3.1025557 UA，离心率为0.149。